# RR Большого Пса
RR Большого Пса (лат. RR Canis Majoris) — двойная затменная переменная звезда типа Алголя (EA) в созвездии Большого Пса на расстоянии приблизительно 4220 световых лет (около 1294 парсеков) от Солнца. Видимая звёздная величина звезды — от +13,9m до +12,4m. Орбитальный период — около 1,1963 суток.